# Église Sainte-Thérèse d'Avila de Schaerbeek
Pour les articles homonymes, voir Église Sainte-Thérèse-d'Avila.
L'église Sainte-Thérèse d'Avila (en néerlandais : Sint-Theresiakerk) est un édifice religieux situé au no 352 de l'avenue Rogier, entre la place Général Meiser et la rue des Pavots, dans la commune bruxelloise de Schaerbeek. Depuis 2015 – et sous le patronyme d’église Mar Addaï et Mar Mari – elle est un lieu de culte de l’Église chaldéenne catholique.

## Histoire
La construction de l'église a débuté en 1932, sur base de plans dressés par l'architecte J. Coomans. L'édifice est en style roman modernisé. La construction a nécessité la pose d'une ossature de pieux en béton, le sol étant un terrain de remblai, il manquait de stabilité.

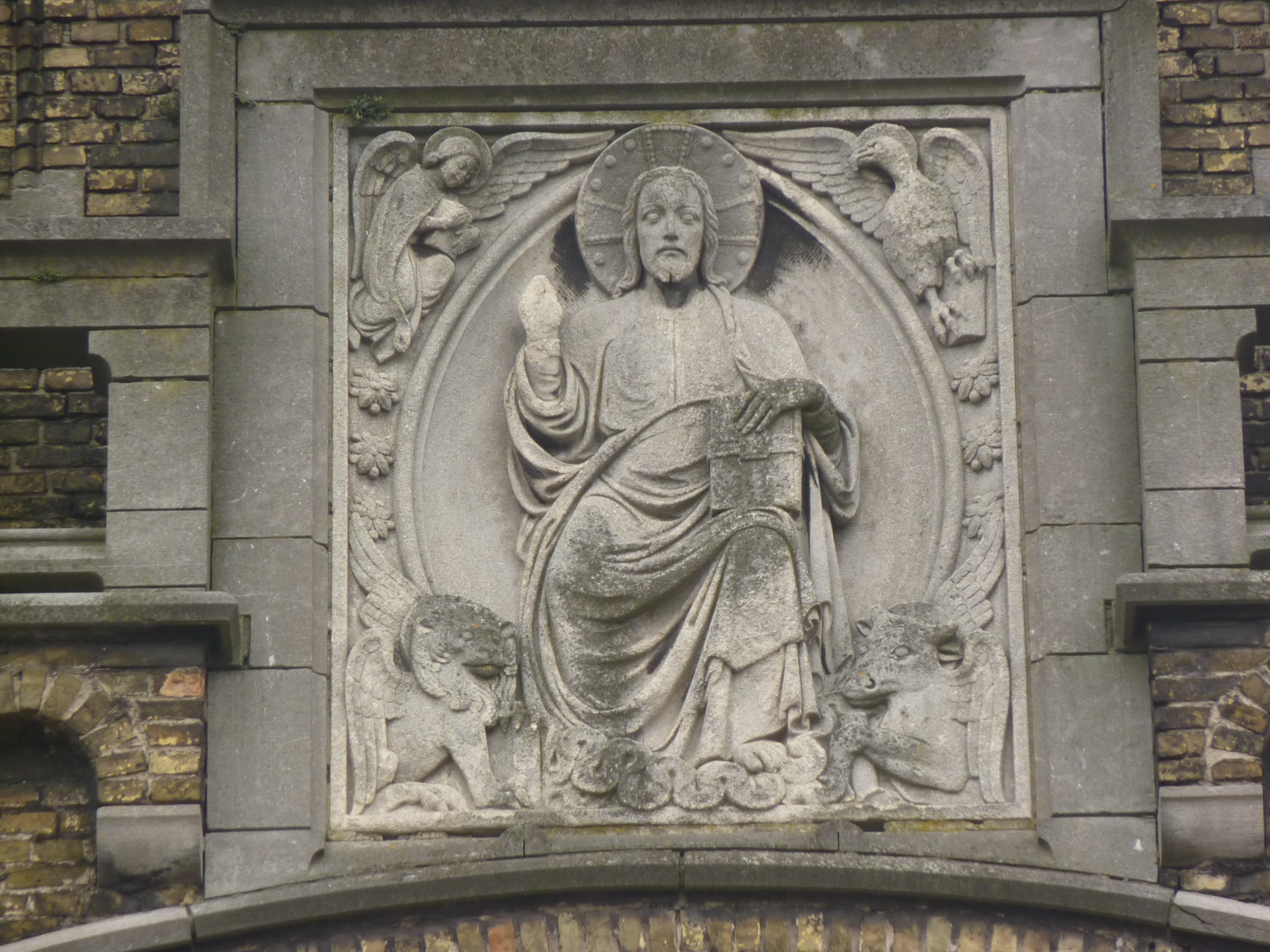
Christ en gloire et symbole des quatre Évangélistes sur le tympan

Parmi les ouvrages remarquables se trouvant dans l'église, il est à noter la statue de Notre-Dame à l'Enfant, dont la représentation est plus naturelle que les statues traditionnelles.
La paroisse Sainte-Thérèse fait partie de l'unité pastorale Meiser qui fait elle-même partie du doyenné de Bruxelles Nord-Est.
Lors de sa construction, l'église s'appelait église Saintes-Thérèse-et-Alice. Cependant en 1943, lors de la construction de l'église Sainte-Alice, la paroisse fut scindée.
La sainte patronne de l'église est Thérèse d'Ávila, religieuse carmélite espagnole, née à Ávila le 28 mars 1515 et décédée à Alba de Tormes le 4 octobre 1582.
L'Église chaldéenne catholique est chargée du lieu depuis 2015 et le dédie à Mar Addaï et Mar Mari.

## Galerie de photos

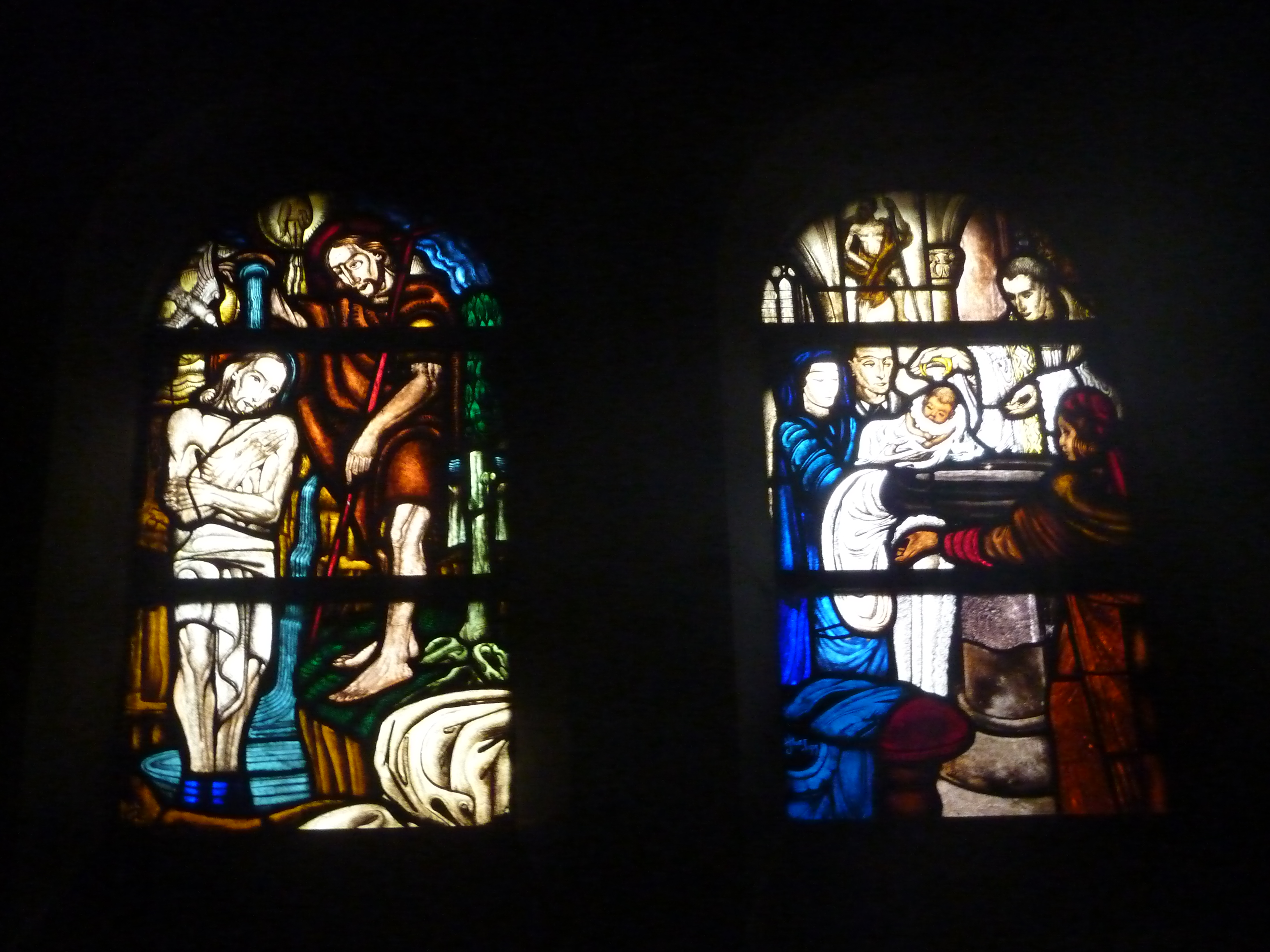
Vitraux du baptistère
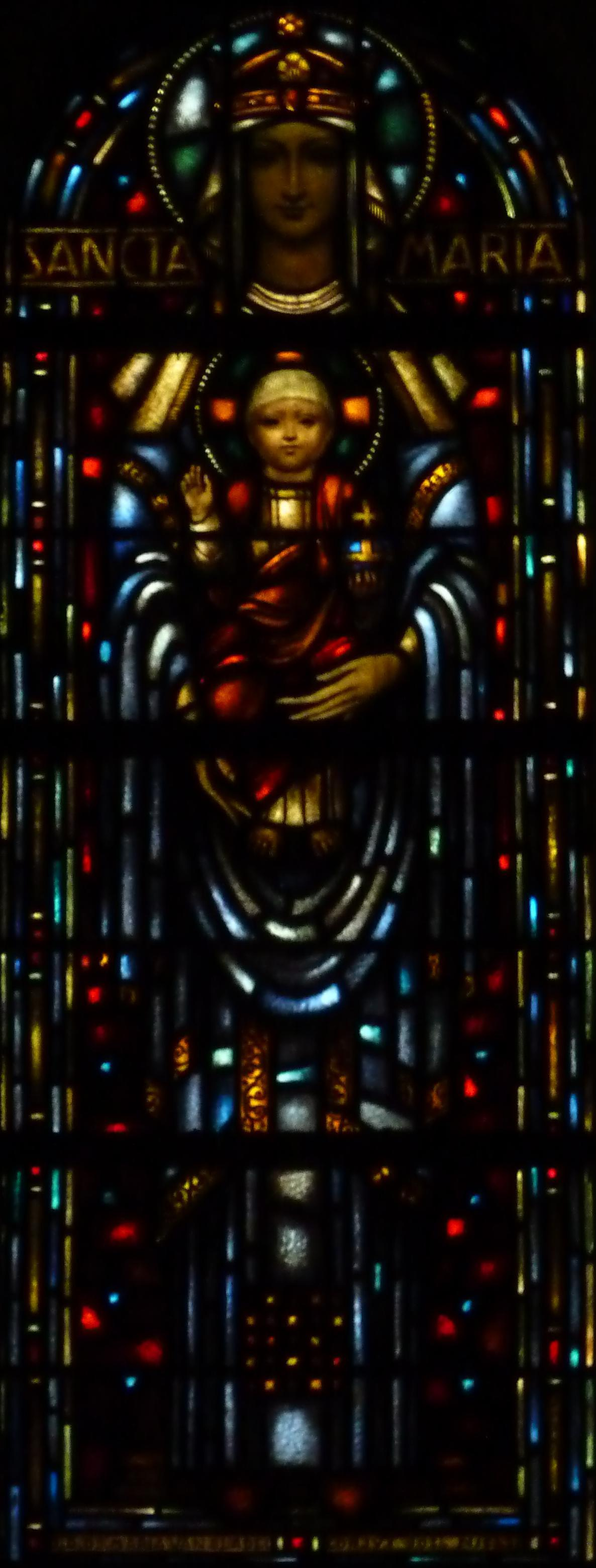
Vierge à l'Enfant
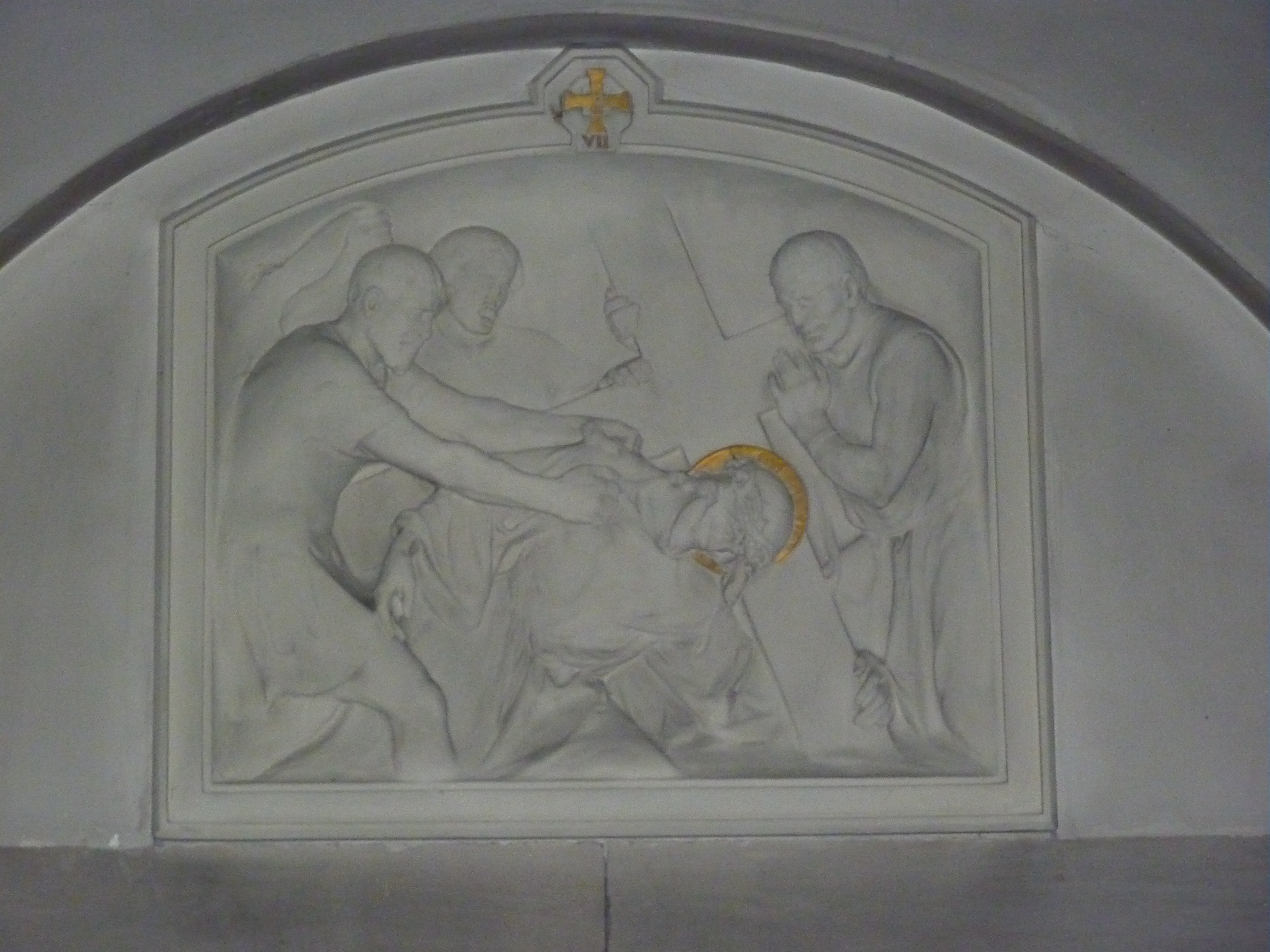
Chemin de croix